# 後藤清一 (実業家)
後藤 清一（ごとう せいいち、1906年〈明治39年〉10月26日 - 2003年〈平成15年〉8月24日）は、日本の実業家。松下幸之助、井植歳男の二大経営者に仕えてその薫陶を受け、三洋電機の大番頭として発展を支えた。

## 来歴
1906年10月大阪府に生まれる。
松下電器産業（後のパナソニックホールディングス）創業当時、見習工として入社。同社に26年間勤務した後、1947年に井植歳男の三洋電機製作所（後の三洋電機）創業に参画。北条工場（兵庫県加西市）の工場長として大量生産方式を導入、創業商品の発電ランプ事業を軌道に乗せた。
1971年1月から10年間にわたって三洋電機副社長を務めた。1981年同社相談役に就任。
剛柔流空手道誠志館会長、名誉六段。全日本空手道連盟理事。兵庫県体操協会会長。近代経営者クラブ「MMC」会長を務めた。
「人生は気合」という言葉をよく口にした気骨ある人柄と、豊富な経験に基づいて統率力を発揮。地域への貢献で、兵庫県加西市の名誉市民となった。
2003年死去、96歳没。

## 著書

### 単著
- 『叱り叱られの記』（日本実業出版社、1972年）
- 『ど根性こそ我が人生』（読売新聞社、1974年）
- 『こけたら立ちなはれ』（PHP研究所、1977年）
- 『立ったら歩きなはれ こけたら立って半人前立ったら歩いて一人前』（PHP研究所、1980年）
- 『よっしゃ！イチから出直しや』（明日香出版社、1983年）
- 『よいしょ！男はこけて強くなる』（明日香出版社、1985年）
- 『人生1級免許塾』（明日香出版社、1985年）
- 『後藤清一が26人の先達から学んだ社長の「器」』（明日香出版社、1987年）
- 『後藤清一の「社長・リーダー塾」 胸うつ経営・人生直言』（明日香出版社、1987年）
- 『人生は気合いでっせ！ 経営に運を呼びこむ“ちょっといい話” 92』（明日香出版社、1989年）
- 『ころんで男は強くなる』（明日香出版社、1994年）

### 共著
- 『今何に賭けるのか PHPゼミナール特別講話集』（共著：塚本幸一、小林茂、森政弘、松平康隆 ）（PHP研究所、1980年）